# Coelotes turkestanicus
Coelotes turkestanicus là một loài nhện trong họ Amaurobiidae.
Loài này thuộc chi Coelotes. Coelotes turkestanicus được miêu tả năm 1999 bởi Ovtchinnikov.